# هایک توروسیان
هایک گورگنی توروسیان (ارمنی: Հայկ Գուրգենի Թորոսյան زاده ۲۸ دسامبر ۱۹۵۰) یک بازیگر اهل ارمنستان است. وی از سال میلادی تاکنون مشغول فعالیت بوده است. 

## زندگی‌نامه
وی در ۲۸ دسامبر ۱۹۵۰ در لنیناکان به دنیا آمد و از تئاتر دراماتیک دولتی وارطان آجمیان گیومری فارغ‌التحصیل شد. وی همچنین برندهٔ جوایزی همچون هنرمند افتخاری جمهوری ارمنستان (۲۰۱۶) و جوایز آرتاوازد (۲۰۱۵) شده است.

## بخشی از فیلمشناسی
از فیلم‌ها یا برنامه‌های تلویزیونی که وی در آن نقش داشته است می‌توان به آثار زیر اشاره کرد.
- عشق پنهانی (۲۰۱۶)

## یادداشت
1. ↑  ՀԹԳՄ «Արտավազդ» մրցանակ